# ラウレンティノ・コルティソ
ラウレンティノ・コルティソ・コーエン（スペイン語: Laurentino Cortizo Cohen、1953年1月30日 - ）は、パナマの政治家。前大統領。民主革命党 (PRD) 所属。愛称はニート (Nito) 。
1994年から2004年まで国会議員。その間の2000年には国会議長に選出され、翌年まで在任した。その後、マルティン・トリホス政権の農相に就任したが、同政権が推進する米国との自由貿易協定 (FTA) に反対して、2006年に辞任した。
2019年5月5日の大統領選で、33.27%の得票率をもって大統領に当選した。